# Claës König
Pour les articles homonymes, voir König.
Claës König (né le 15 janvier 1885, décédé le 25 novembre 1961) est noble, cavalier et officier de l'armée suédoise.
Double médaillé olympique, il remporte sur Tresor  le titre en saut d'obstacles par équipe aux jeux de 1920 à Anvers et termine second par équipe avec Bojar en concours complet des jeux olympiques de 1924 à Paris.